# Наполеонас Пятруліс
Наполеонас Пятруліс (лит. Napoleonas Petrulis; 14 серпня 1909, Ейкінішкіс, Рокишкіський район — 24 березня 1985, Вільнюс) — литовський художник, скульптор; професор (1958), заслужений діяч мистецтва (1959).

## Біографія
Закінчив Каунаську художню школу (1931). З 1935 брав участь у виставках. У 1935-1944 працював учителем в Каунасі, Юрбаркасі, Рокишкіс. З 1944 до 1985 викладав у Вільнюському художньому інституті, реорганізованому в 1951 в Художній інститут Литви; професор (1985).

## Творчість
Автор акварелей, малюнків, скульптурних шаржів, скульптурних портретів (Соломеї Неріс, 1948; Пятраса Цвірки, 1957; Пранаса Ейдукявічюса, 1959; Юозаса Мікенаса, 1965; Антанаса Венцлови, 1967; дочки, 1984), камерних скульптур («Хвилина відпочинку», 1957; «Мати з дитиною», 1965), надгробних пам'ятників (Антанасу Снєчкусу, 1975).

## Найбільш значні твори
- скульптурна група «Промисловість і будівництво» на мосту І. Черняховського (Вільнюс)